# Igreja dos Santos Mártires (Marraquexe)
A Igreja dos Santos Mártires é uma igreja católica localizada na cidade de Marraquexe, em Marrocos, mais especificamente no distrito de Gueliz, no centro da cidade.
A Igreja dos Santos Mártires, dedicada aos Mártires de Marrocos, foi construída em 1928 e inaugurada oficialmente em 1929, situando-se em frente da mesquita de Gueliz. Esta proximidade dos dois lugares de culto torna o lugar um ponto de referência para a tolerância entre religiões.